# Kaj Linderstrøm-Lang
Kaj Ulrik Linderstrøm-Lang (29. november 1896 – 25. maj 1959) var en dansk proteinforsker, der var leder af Carlsberg Laboratorium fra 1939 til sin død.
Blandt hans vigtigste videnskabelige bidrag var udviklingen af fysiske tørreteknikker til undersøgelse af proteinstrukturer og funktioner (særligt
hydrogen–deuteriumudveksling), og hans definitioner af proteiners primære, sekundære, tertiære og kvartenære strukture.
Linderstrøm-Lang dedikerede sig fuldt til forskning i proteiner, og han oplærte en helt generation af fremtrædende videnskabsfolk.
Linderstrøm-Lang var også forfatter, musiker og historiefortæller. Han var aktiv i modstandsbevægelsen under besættelsen.
I 1956 blev han valgt som Foreign Member of the Royal Society (ForMemRS).